# Плоаге
Плоаге, Плоаґе (італ. Ploaghe, сард. Piàghe) — муніципалітет в Італії, у регіоні Сардинія, провінція Сассарі.
Плоаге розташоване на відстані близько 340 км на південний захід від Рима, 165 км на північ від Кальярі, 18 км на південний схід від Сассарі.
Населення — 4602 особи (2014).
Щорічний фестиваль відбувається 29 червня. Покровитель — святий Петро.

## Демографія
Населення за роками:

Станом на 1 січня 2023 року в муніципалітеті офіційно проживав 71 іноземець з 16 країн, серед них 24 громадяни країн Євросоюзу та 3 громадяни України.

## Сусідні муніципалітети
- Ардара
- К'ярамонті
- Кодронджанос
- Нульві
- Озіло
- Сіліго